# Kuifana
Kuifana is een bestuurslaag in het regentschap Alor van de provincie Oost-Nusa Tenggara, Indonesië. Kuifana telt 873 inwoners (volkstelling 2010).